# کول هاوکینز
کول هاوکینز (انگلیسی: Cole Hawkins؛ زادهٔ ۴ اکتبر ۱۹۹۱) یک هنرپیشه اهل ایالات متحده آمریکا است. وی بین سال‌های ۱۹۹۹ تا ۲۰۰۶ میلادی فعالیت می‌کرد.